# ソウルキャリバーIII
『ソウルキャリバーIII』（ソウルキャリバースリー、SOULCALIBUR III）は、2005年11月23日にナムコ（現、バンダイナムコエンターテインメント）から発売されたPlayStation 2用の剣劇対戦アクションゲーム。“ソウルシリーズ”の第4作目であり、“ソウルシリーズ10周年記念作品”とも銘打たれている。

## 概要
物語は、ジークフリートとナイトメアの葛藤が主題の一つとされており、鍵を握るのは邪剣ソウルエッジに霊剣ソウルキャリバーが突き刺さった「ソウルズ・エンブレース」にあるとされている。
内容は、グラフィックなど前作より大幅にグレードアップされており、また豊富なモードが多数追加され、全てにおいてシリーズ史上最大のボリュームがある作品となっている。
ドリームキャスト版『ソウルキャリバー』（以下、I）の要素を多数投入、エフェクトや一部のコマンドは『I』と同じものに戻され、ステージ音楽なども『I』で使用された曲がアレンジされ、多くのステージに使われている。

### 家庭用（PS2）版
本作では一人でプレイするモードを中心に多数のゲームモードが用意されており、ユーザー次第で多彩な遊び方ができる作品となっている。
以下のモードが搭載されている。
ストーリー
登場キャラクターごとの物語を追いかけ、途中分岐のあるイベントをクリアし、それぞれのエンディングを目指すモード。
バトルアリーナ
一般的な勝ち抜き形式のCPU戦（全8ステージ）に加え、様々なシチュエーションや特殊条件下で思う存分戦うことができるモード。
ワールドコンペティション
CPU相手に擬似的な世界対戦ツアーに参加でき、世界の頂点を目指すモード。
ロストクロニクルズ
格闘アクション部分とリアルタイムシミュレーションを融合した、戦略性の高いモード。
中でも、本作独特の要素として「キャラクタークリエーション」がある。
キャラクタークリエーション
プレイヤー自身が考案した、プレイヤーオリジナルのカスタムキャラクターを作成するモードである。この要素自体は近年の対戦系ゲームでは多く存在する定番的モードだが、本作では家庭用3D対戦格闘ゲームとしては初めてキャラクターの髪型、目、服装、アクセサリー、防具、武器に至るまで全身20箇所以上を自由に変更可能、更には重ね着もできるようになっており、作成したキャラクターは他のモードでも使用可能となっている。また、作成したキャラクターが装着した装備品の組み合わせによって性格が変わるユニークなシステムも搭載されている。
その他、本作はサウンドや映像製作および編集過程で、ある一定の基準をクリアし、“THXゲーム認証”という品質保証を取得した日本でも数少ない作品である。認証の証として、ナムコの『ギャラガ』とTHXロゴのコラボレーションムービーを収録している。
また、本作添付の取り扱い説明書を開くと、デフォルメされたカサンドラとソフィーティアが織り成す「痛快! キャリバ道場」という漫画が始まり、本作のゲーム概要を面白おかしく、分かりやすく解説している。
ただし、後述するようにセーブデータが破損するという問題が発生してしまった。

### 業務用（アーケードゲーム）版
本作ではシリーズ初めて家庭用版からリリースが開始されたが、当初アーケード版（AC版）のリリース予定が明確に告知されなかった。
その後、家庭用版発売の翌年（2006年1月13日）に開かれたナムコのプライベートショーでAC版リリースが正式発表。『ソウルキャリバーIII ARCADE EDITION』と名付けられたAC版は2006年4月3日より稼動が開始。ナムコにおいては社名をバンダイナムコゲームスに変更した後、初めてリリースしたアーケードゲームとなった。後日談ではあるが、この『ソウルキャリバーIII ARCADE EDITION』は家庭用版開発当初から内々には開発予定にあがっていたらしく、ファンの熱意がその後押しをしたと世取山宏秋は語っている。

## ソウルキャリバーIII ARCADE EDITION
家庭用から対戦重視になるアーケード版に向けて細部によるバランス修正がされ現在、稼動時から一回分、バランスの更新がされている。
『ソウルキャリバーIII ARCADE EDITION』（ソウルキャリバースリースリー アーケードエディション、SOULCALIBUR III ARCADE EDITION）には、全9ステージのCPU戦を戦い抜きクリア時間を競う「STANDARDモード」、自分でCPUの状態を設定しながら一定時間勝敗関係なしに戦い続けられる「TRAININGモード」、CPU戦を戦い抜き一定以上の成績を残すと各キャラごとのボス（レジェンド）になれる「LEGENDモード」がある。
また、「LEGENDモード」は携帯サイトと連動しており、各ロケーションから「LEGENDモード」を通じて登録したポイントを使い、ユーザーが複数の勢力に別れ携帯サイト上で勢力争いを行う「モバイルコンクエスト」に参戦できた。この携帯サイトでは個人の戦績やプロフィールを確認出来る他、プレイヤー情報や技表、待ち受け画面のダウンロードサービスも行われていた（現在は終了している）。
アーケード版で使用可能なキャラクターは、家庭用のレギュラーキャラクターおよびリリースキャラクター（アビスを除く）全員に、家庭用のボーナスキャラクターであったファン、リ・ロン、エイミの3名を加えた計27名となっている。
「STANDARDモード」のステージ8では、アーケード版のみのボスであるインフェルノが登場し、次の最終ステージではアビス、ナイトテラー、レジェンドキャラクターのいずれかが登場する（誰が登場するかは、ある条件によって変化する）。
業務用対戦型格闘ゲーム大会の祭典である2007年「闘劇」種目として本作が選出され決定している。

## キャラクター

### レギュラーキャラクター
- ザサラメール
- ティラ
- 雪華（せつか）
- 御剣（みつるぎ）
- タキ
- アイヴィー
- カサンドラ
- アスタロス
- ヴォルド
- ラファエル
- ジークフリート
- ナイトメア
- キリク
- タリム
- シャンファ
- マキシ
- ソン・ミナ
- ユンスン

### リリースキャラクター
- ソフィーティア
- セルバンテス
- オルカダン
- ロック
- 吉光（よしみつ）
- リザードマン
- アビス

### ボーナスキャラクター
レギュラーキャラクターおよびリリースキャラクターの流派の他に存在する「ボーナス流派」を代表して使用するキャラクター。
このうちファン、リ・ロン、エイミは『ARCADE EDITION』で独自の性能を持ってレギュラーキャラ化された。
- ファン
- リ・ロン
- アーサー
- レブナント
- グリード
- マイザー
- ヴァレリア
- 花麗（ファリン）
- リネット
- アベリア
- ルナ
- ジラルド
- チェスター
- デムース
- オーレリア
- ストライフ
- エイミ

### CPU専用キャラクター（使用不可）
- ナイトテラー
- インフェルノ - ARCADE EDITIONのみ

その他、家庭用の「ストーリー」「ロストクロニクルズ」「バトルアリーナ（シチュエーション）」の各モードにおいて、様々なキャラクターが登場する。
以下はストーリーモードなどに登場する特殊なキャラクターの一例。
アンノウンソウル［Unknown Soul］
（暗闇のため）正体が分からないキャラクター。3つのタイプが存在し、それぞれ無双龍破（リ・ロンの流派）、黄式大刀術（ファンの流派）、辻斬一刀流（アーサーの流派）の各流派を使いこなす。
ウィル・オ・ウィスプ［Will-o'-the-Wisp］
邪悪な炎の塊。赤と青の二種類が存在し、ティラ、御剣、アスタロス、ナイトメア、セルバンテス、リザードマンのいずれかの流派を使いこなす。ストーリーモードでは必ずソウルエッジを装備して挑んでくる。
ケーレス［Keres］
冥府に住まう死の司「ケール」の集合体が実体化した存在。ダメージを受けた際のやられモーションが無く、時間の経過と共に攻撃力が上昇する特殊能力を備えている。マロイの傭兵剣技（ストライフの流派）を使いこなす。
コロッサス［Colossus］
まるで生命を宿したかの如く動き出す、エウリュディケ神殿の巨大な石像。ダメージを受けた際のやられモーションがなく、大振りで超威力の技を繰り出しプレイヤーに襲いかかる。武器は巨大なショートソード「オリンポスパニッシャー」。
シャドウマスター［Shadow Master］
全身が影で覆われた正体不明のキャラクター。ボーナスキャラクターの流派をランダムで使いこなす。
シャレード［Charade］
完全体、下半身のみ、球状核のみの3タイプが存在。完全体タイプは蟷螂双刀術（レブナントの流派）＋視線攻撃（ビーム）、下半身タイプはキックエッジアーツ（ヴァレリアの流派）＋視線攻撃、球状核タイプは斬撃＋視線攻撃をそれぞれ使いこなす。
ドッペルゲンガー［Doppelgänger］
プレイヤーと全く同じキャラクターとカラーに変化するキャラクター。装備する武器もプレイヤーと同じになる。
リザードメン［Lizard Men］
邪教集団に所属していた、いわゆる“その他大勢”のリザードマン達。20体連続で戦いを挑んでくるが、打撃技に対する防御力が非常に低い。リザードマンと同じ流派を使いこなす。

## カスタムキャラクターの声

### 男性
- 青年1［Young Man 1］（声：田中大文）
- 青年2［Young Man 2］（声：今村直樹）
- 壮年［Man］（声：高塚正也）
- 老人［Old Man］（声：平井啓二）

### 女性
- 少女1［Girl 1］（声：牧島有希）
- 少女2［Girl 2］（声：今野宏美）
- 婦人［Woman］（声：斉藤貴美子）
- 老婆［Old Woman］（声：上村典子）

## ナムコキャラのコスチューム
本作の「カスタムキャラクタークリエーション」では、装備パーツの組み合わせによりナムコの名作に登場するキャラクターの姿を再現することができる。以下はナムコ推奨のキャラクター。
- ワルキューレ（ワルキューレの冒険 時の鍵伝説）
- KOS-MOS（ゼノサーガシリーズ）
- ギルガメス（ドルアーガの塔）
- キング（鉄拳）
- 平景清（たいら の かげきよ）（源平討魔伝）

## 本作にまつわる諸問題

### セーブデータ破損問題
本作PS2版では発売直後からメモリーカード内のセーブデータが破損するという致命的なバグが報告されていた。この件について、ナムコは発売数週間後にナムコホームページ上においてこの問題に関しての対応を公表した。
それによると、この問題は「本作に関するデータがメモリーカード内に存在する状態で、他のゲームのデータを削除、移動、更新など、他のゲームのデータが何らかの形で容量、記憶場所が変化したときに起こる」とされ、ナムコ側としては「本作専用のメモリーカードを用意して、他のゲームのセーブを行わなければ問題を回避できる」との見解を示している。しかし、この問題に関しての対応方法や修正版（※）の存在、および交換方法は“ソウルシリーズ”公式サイトなどでは告知されておらず、あくまでも希望者のみに行われている措置である。
以下のリンク先から、当件に関する詳細なデータを参照可能。
- 「ソウルキャリバーIII」に関するお知らせ（バンダイナムコエンターテインメント）

（※）この見解を良しとせず、ナムコサポートに不具合修正を希望したユーザーには修正済みのゲームディスクと交換している模様。希望ユーザーに送付されたゲームディスクはバージョン1.01（通常市場に流通しているもの）から2.00（バグフィックス版？）に変わっているとのことである。

### 一部キャラクタープロフィール問題
本作の製作発表後、キャラクターの一人である「洪潤星（ホン・ユンスン）」の出身国である「李氏朝鮮」を当時の朝鮮側の呼称に変更するよう韓国ユーザーの署名活動が行われた。が、当該キャラクターは前作『II』から登場しており、『II』リリース当時はそのような動きもなかった。そのため、なぜ今頃になって、このような活動が行われたのかは未だ判然としない点が多い。
韓国での呼称変更に関する動きは『II』が既に発売されてから起こった（正確には『II』のPS2版が韓国で正式に発売された時から）。ユーザーの間では単に問題になっているだけであったが、パブリッシャー側がローカライズの際、これを発見し韓国版の表記を「朝鮮」に変更した。その後の『III』ではパブリッシャーとナムコとの連携によって、韓国版のみならず全世界バージョンにおいて「朝鮮」という表記になった。ちなみに、呼称が変更になったのは署名活動の影響ではなくパブリッシャーの独断であった。また、これに伴い『III』では、朝鮮に関する表記だけではなく、朝鮮出身キャラクターの名前のローマ字表記に関しても当時に修訂されていた韓国のローマ字表記法を元に変更されている。

## 雑記
- 『ソウルキャリバーII』から『ソウルキャリバーIII』に移行する際、北米版のキャストは大幅に変わっている。